# 沙惟
沙惟（1921年—？），原名欧阳道云，字鹏九，男，安徽宿县人，中国话剧导演，曾任天津人民艺术剧院导演、副院长。